# Église de l'Assomption-de-Notre-Dame de Vaux-sur-Mer
Pour les articles homonymes, voir Notre-Dame-de-l'Assomption.
L’église de l'Assomption-de-Notre-Dame, dite chapelle de Pontaillac, est une ancienne succursale de l'église paroissiale de Vaux-sur-Mer, en Charente-Maritime. Construite sur la falaise nord de Pontaillac mais sur le territoire de la commune de Vaux-sur-Mer, elle fut le premier lieu de culte du quartier de Pontaillac.
Rapidement devenue inadaptée aux besoins du culte, tant au niveau de sa capacité d'accueil que de sa situation excentrée, elle fut remplacée par un nouveau sanctuaire vingt ans après sa construction.

## Histoire
La mode des bains de mer est à l'origine d'une transformation profonde de la région royannaise, qui passe en quelques décennies d'un cadre rural à un cadre urbain. Le littoral se couvre de nombreux lotissements, embryons de stations balnéaires appelées à connaître leur heure de gloire quelques années plus tard.
Dans le courant des années 1850, l'entrepreneur Jean Lacaze se porte acquéreur de terrains bordant la plage de Pontaillac afin d'y développer un lotissement. L'essor de celui-ci est fulgurant et en quelques années, Pontaillac devient un des quartiers les plus courus de Royan. S'il ne manque pas de boutiques ou de lieux de divertissement, il ne possède cependant aucune chapelle ou église propre à accueillir les fidèles, qui doivent se rendre aux offices à Saint-Étienne de Vaux, à Saint-Pierre de Royan, puis au Couvent des Sœurs de la Charité.
La situation n'est guère plus favorable à Royan, où autorités civiles et religieuses se querellent depuis 1859 à propos de l'emplacement d'une nouvelle église, censée remplacer l'église Saint-Pierre, isolée sur une hauteur, vétuste et surtout particulièrement mal située par rapport à la plage.
Dans cette lutte acharnée (qui causera la démission du maire Alfred de la Grandière et de l'architecte Gustave Alaux), l'abbé Mazure, curé de Royan, joue son va-tout et s'oppose avec force à la construction d'une église à Pontaillac avant que le dossier de l'église de Royan soit réglé.
Afin de contourner ce problème, le comte de Verthamon trouve une parade en faisant édifier une église sur la falaise de Pontaillac, située en dehors de la juridiction de l'abbé Mazure, dans la commune et paroisse de Vaux-sur-Mer. La première pierre de ce sanctuaire, œuvre de Fidèle Bouyard, est posée en 1870; Royan ne possèdera sa nouvelle église que neuf ans plus tard.
L'église de l'Assomption-de-Notre-Dame ne tarde cependant pas à se révéler peu pratique, excentrée et insuffisante en termes de places. En 1891, un nouveau sanctuaire, l'église Notre-Dame-des-Anges, est ainsi édifié au cœur du quartier, sur un terrain concédé par la famille Lacaze.
D'un point de vue architectural, l'ancienne église de Pontaillac est marquée par un certain académisme et par une grande sobriété. De style néo-gothique, elle forme un vaisseau unique de cinq travées, éclairé par une série de baies en plein cintre. La façade, percée d'une rosace, est cantonnée de deux contreforts et surmontée d'un simple croix de pierre.
C'est, aujourd'hui, une propriété privée, réhabilitée en habitation.

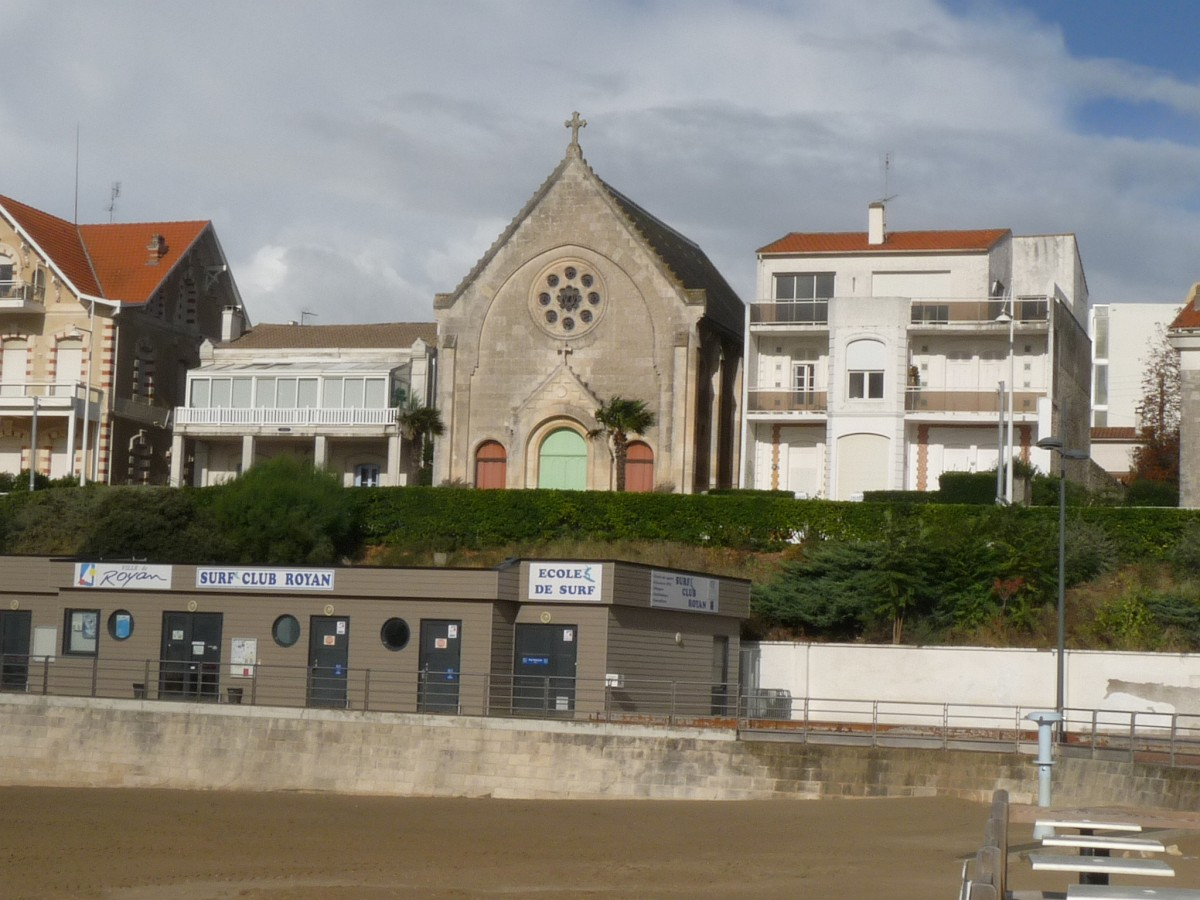
Vue depuis la plage de Pontaillac
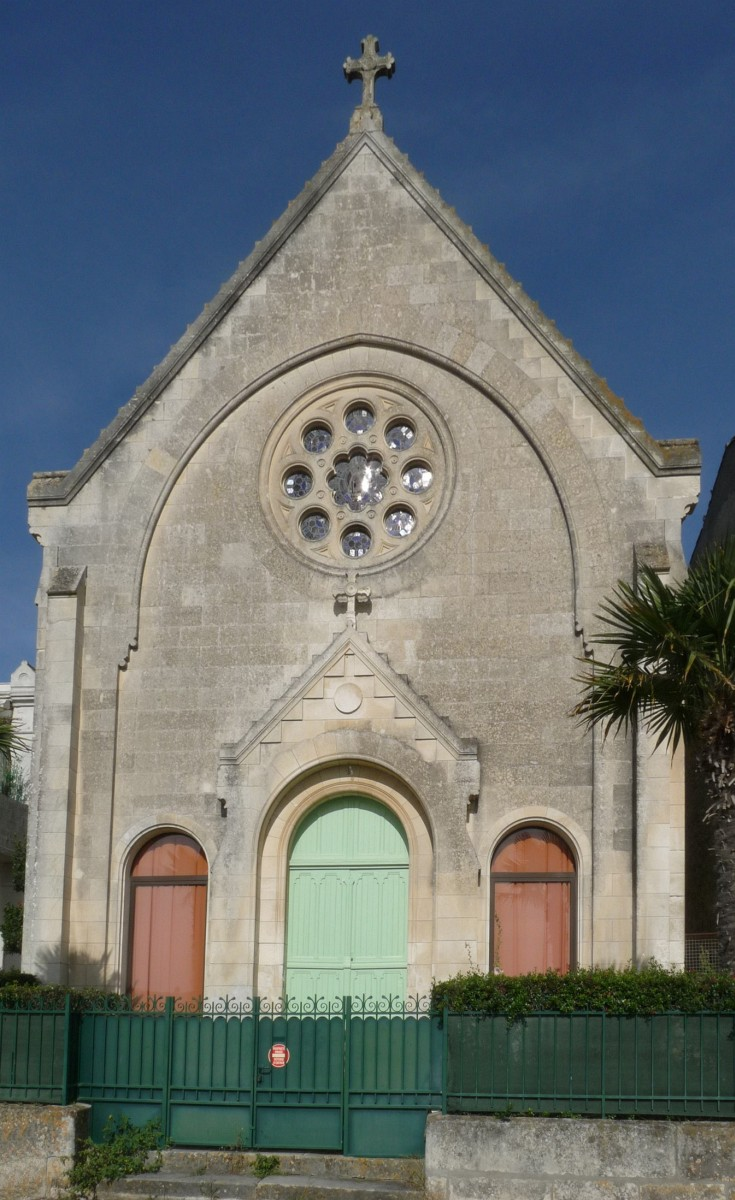
La façade